# Alice Paba
Alice Paba (* 15. Februar 1997 in Tolfa, Rom) ist eine italienische Popsängerin, die als Gewinnerin der vierten Staffel der Castingshow The Voice of Italy bekannt wurde.

## Werdegang
Paba begann im Alter von acht Jahren, sich für Musik zu interessieren. Privat spielte sie Gitarre und übte sich im Gesang. 2015 versuchte sie sich in der Castingshow Amici di Maria De Filippi, schied aber frühzeitig aus. Im Jahr darauf nahm die Sängerin an The Voice of Italy teil, wo sie von Dolcenera gecoacht wurde. Mit dem Lied Parlerò d’amore gewann Paba die Show, was ihr einen Plattenvertrag mit Universal einbrachte. Zusammen mit Nesli ging sie auch beim Sanremo-Festival 2017 ins Rennen, ihr Lied Do retta a te landete jedoch auf dem vorletzten Platz.

## Diskografie
Alben
- Se fossi un angelo (2017)

Singles
- Parlerò d’amore (2016)
- Do retta a te (mit Nesli; 2017)

## Belege
1. ↑  Luca Dondoni: Alice Paba vince a The Voice of Italy. In: LaStampa.it. 24. Mai 2016, abgerufen am 17. Januar 2017.
2. ↑  Alice Paba (Memento des Originals vom 19. November 2018 im Internet Archive)  Info: Der Archivlink wurde automatisch eingesetzt und noch nicht geprüft. Bitte prüfe Original- und Archivlink gemäß Anleitung und entferne dann diesen Hinweis. in den italienischen Charts, abgerufen am 21. März 2017.

| Personendaten    | Personendaten         |
| ---------------- | --------------------- |
| NAME             | Paba, Alice           |
| KURZBESCHREIBUNG | italienische Sängerin |
| GEBURTSDATUM     | 15. Februar 1997      |
| GEBURTSORT       | Tolfa                 |